# Tolmezzo

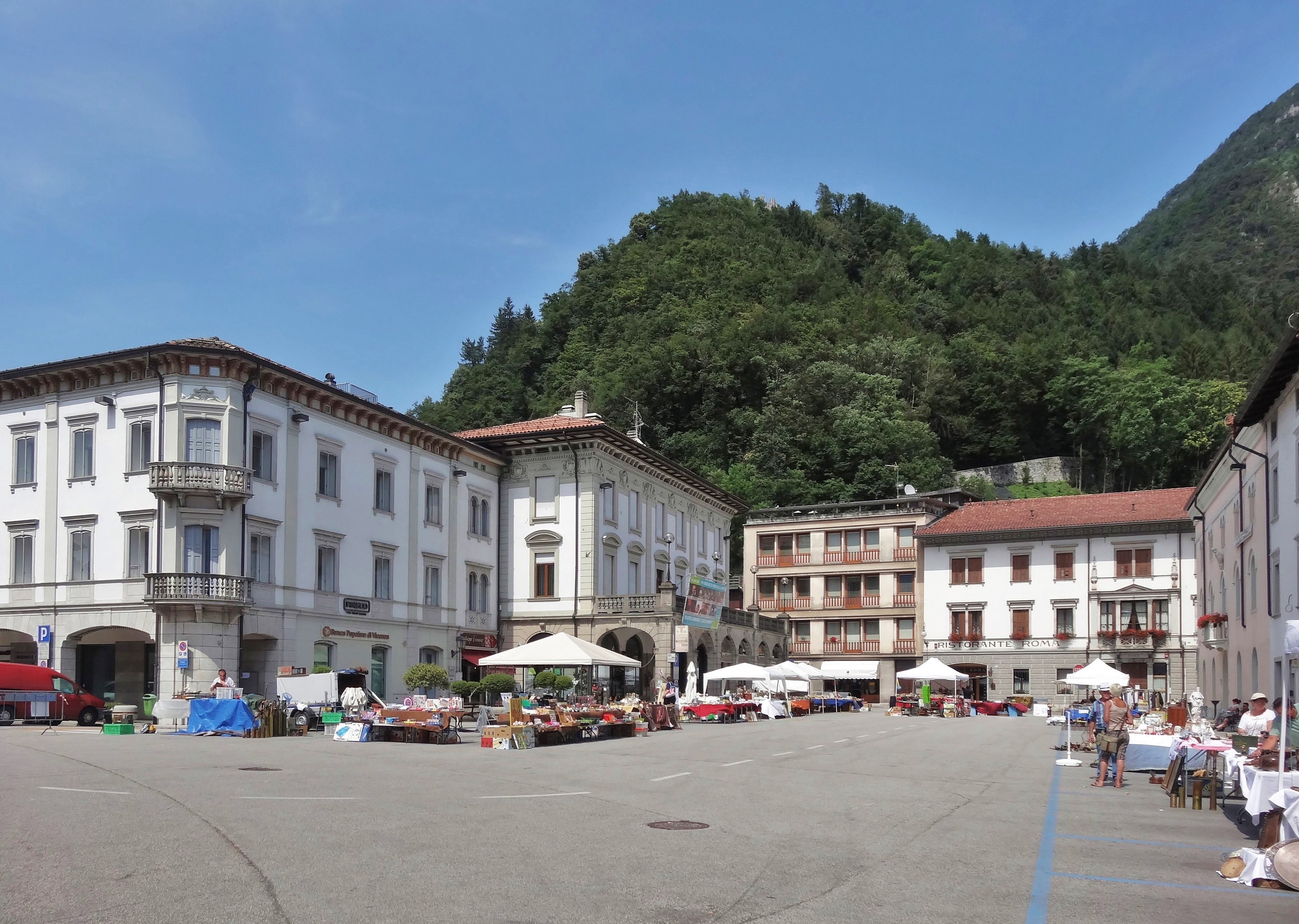
Die Piazza XX Settembre im Stadtzentrum

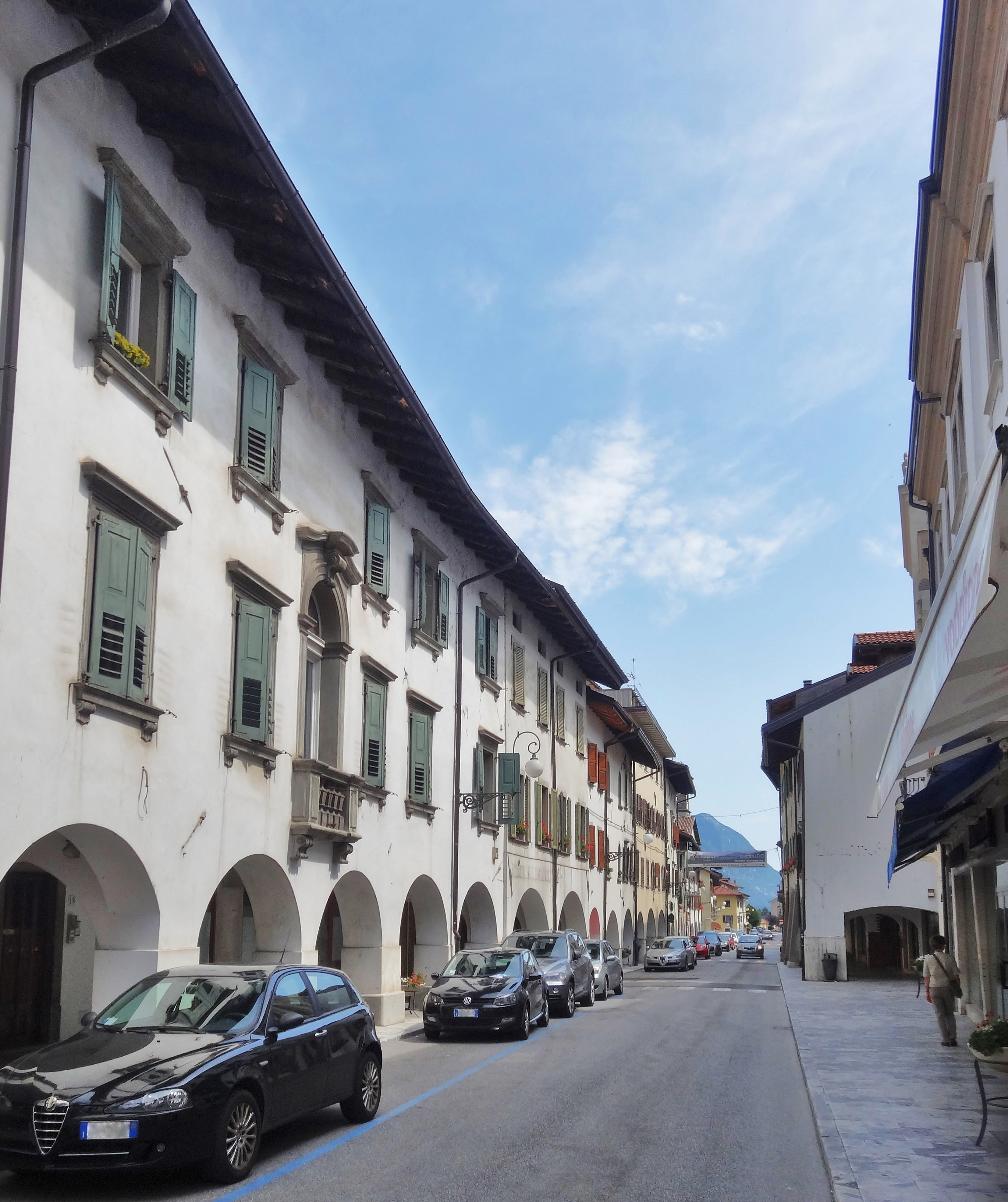
Altstadtstraße

Tolmezzo (furlanisch Tumieç, deutsches Exonym Schönfeld od. Tolmein, slowenisch Tolmeč, lateinisch Tulmetium, Tiliaventum u. a.) ist eine italienische Gemeinde (comune) mit 9776 Einwohnern (Stand 31. Dezember 2023) in der Region Friaul-Julisch Venetien.

## Geographie
Die Kleinstadt liegt in den Karnischen Alpen auf 323 m s.l.m. am Fluss Tagliamento im Friaul. Das Gemeindegebiet erstreckt sich auf 65,69 km². Tolmezzo ist der Hauptort der historischen Region Karnien. Zur Gemeinde Tolmezzo gehören auch die neun Fraktionen Cadunea, Caneva, Casanova, Cazzaso, Fusea, Illegio, Imponzo, Lorenzaso und Terzo.

## Geschichte
Seit der Zeit um 1000 n. Chr. war Tolmezzo im Besitz der Patriarchen von Aquileia. 1258 erhielt die Gemeinde vom Patriarchen Gregorio da Montelongo das Marktrecht für ganz Karnien. 1275 verlieh Patriarch Raimondo della Torre der Gemeinde das Stadtrecht.
Das Landgericht Tolmezzo, bis an die heutige österreichische Grenze reichend, gehörte seit 1420 und bis zu deren Ende im Jahre 1796 zur Republik Venedig. Nach der napoleonischen und österreichischen Zeit ist Tolmezzo seit dem Ende des Dritten Italienischen Unabhängigkeitskrieges im Jahr 1866 italienisch.
Kaufleute und Wanderhändler aus Tolmezzo und den Tälern von Karnien unterhielten Kontakte bis weit über die Alpen hinaus und waren über die Sommermonate im gesamten Donauraum unterwegs.
Es gab sowohl familiäre Beziehungen zum Großraum München als auch Wirtschaftsbeziehungen dorthin. So ist am 25. Februar 1609 in den Briefprotokollen der Klosterhofmark Fürstenfeld (Fürstenfeldbruck bei München) ein Schuldbrief verzeichnet, in dem ein Daniel Phillip, Sohn des Peter Philipp aus „Paluz (d.i. Paluzza) im Schönvelder Gricht, Venedißcher Herrßchaft“ seinem „Vetter“ (= allgemein „Verwandter“), ebenfalls Peter Philipp, Kramer im Markt Bruck (= Fürstenfeldbruck bei München) einen Schuldschein ausstellt für den Erhalt von Ware, welche jener Brucker Kramer an ihn geliefert hatte.

## Denkmale und Sehenswürdigkeiten
- Der Duomo di San Martino, an der Piazza XX Settembre wurde 1764 am Ort einer früheren Kirche nach den Plänen von Domenico Schiavi aus Tolmezzo errichtet. Das Gemälde des Hochaltars von Francesco Fontebasso (1763) zeigt die Madonna mit Kind zwischen den hll. Martin und Karl Borromäus. Auf der Turmspitze steht ein Engel als Wetterfahne.

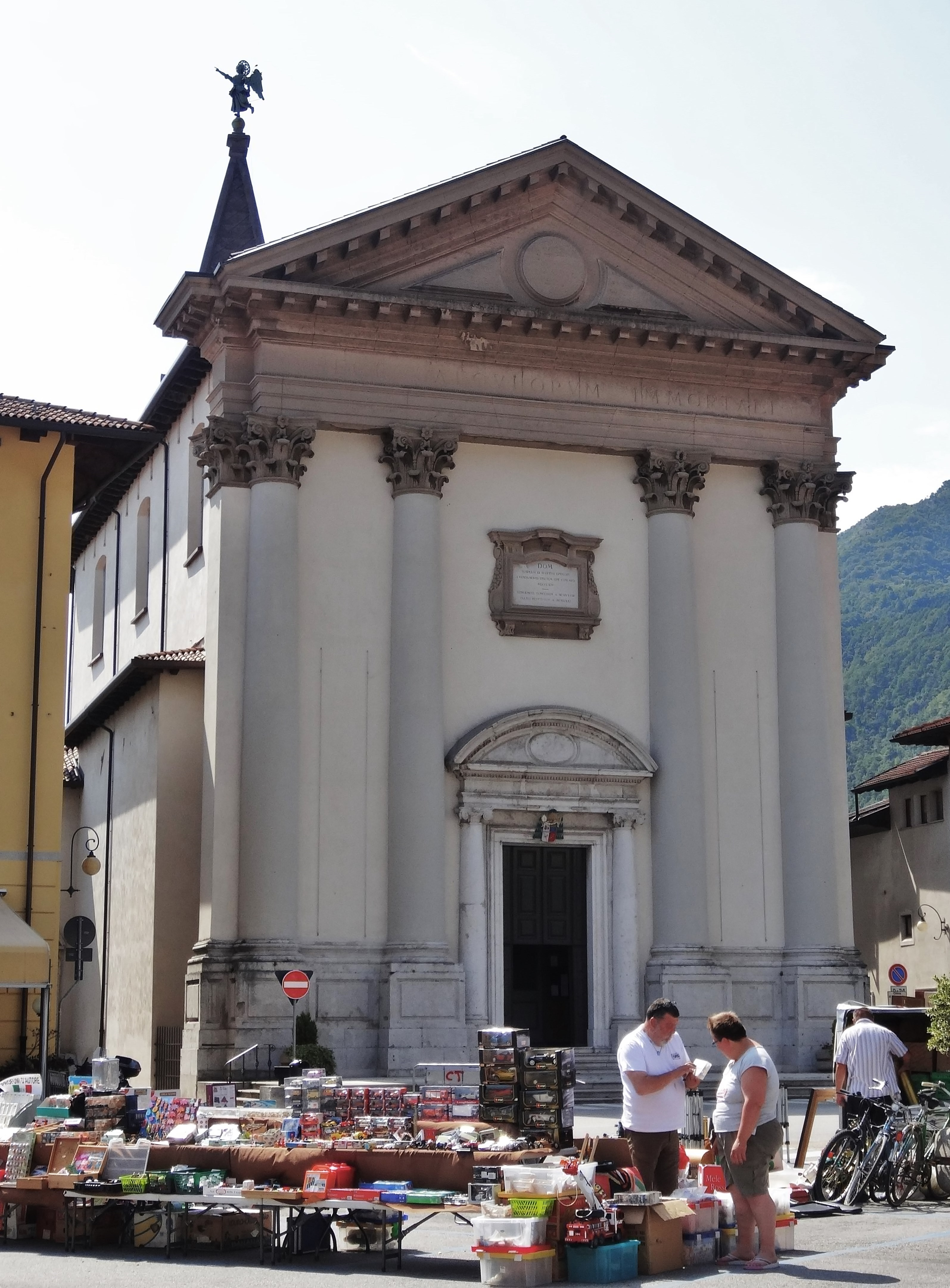
Der Dom
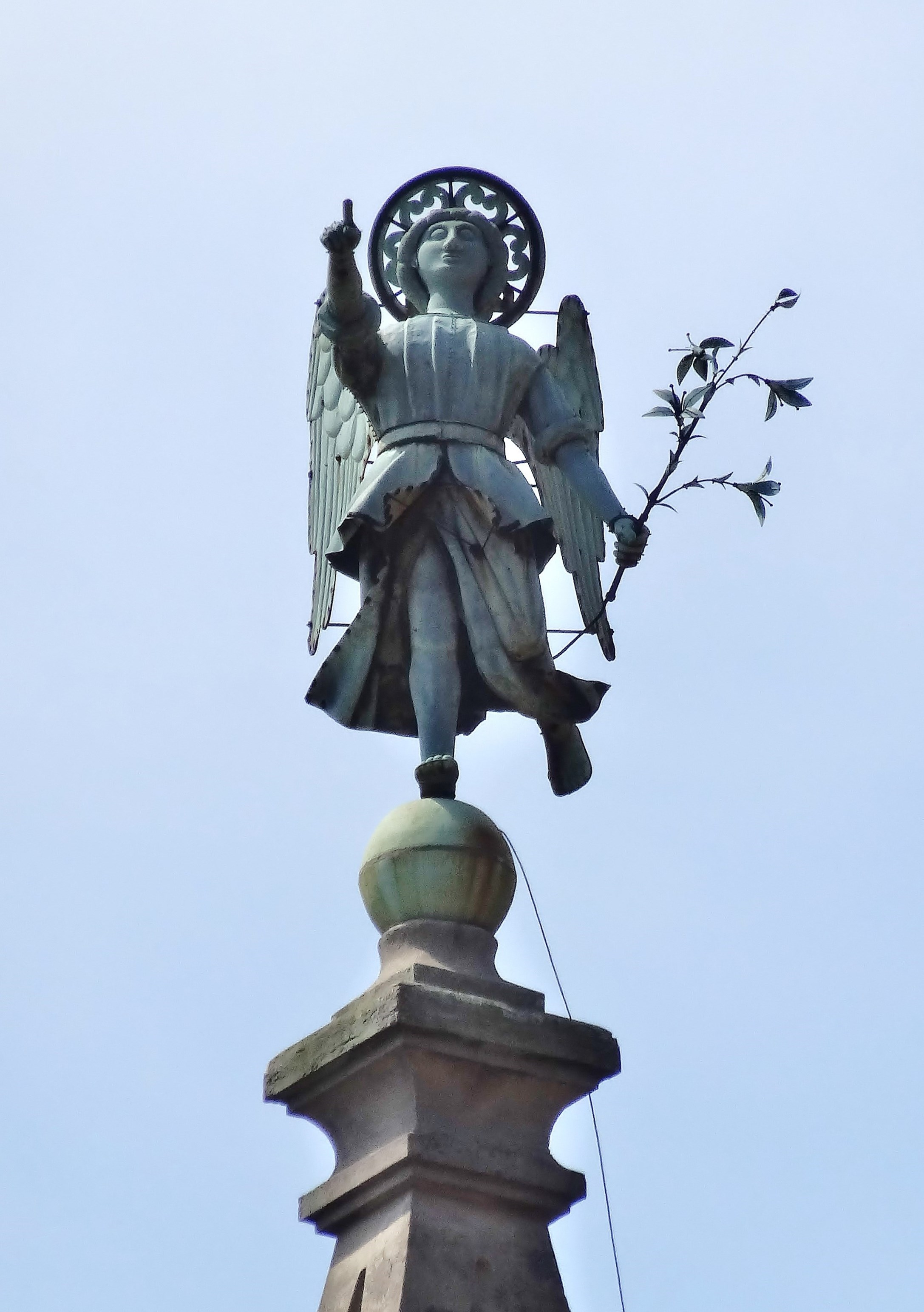
Ein Engel als Wetterfahne auf der Turmspitze
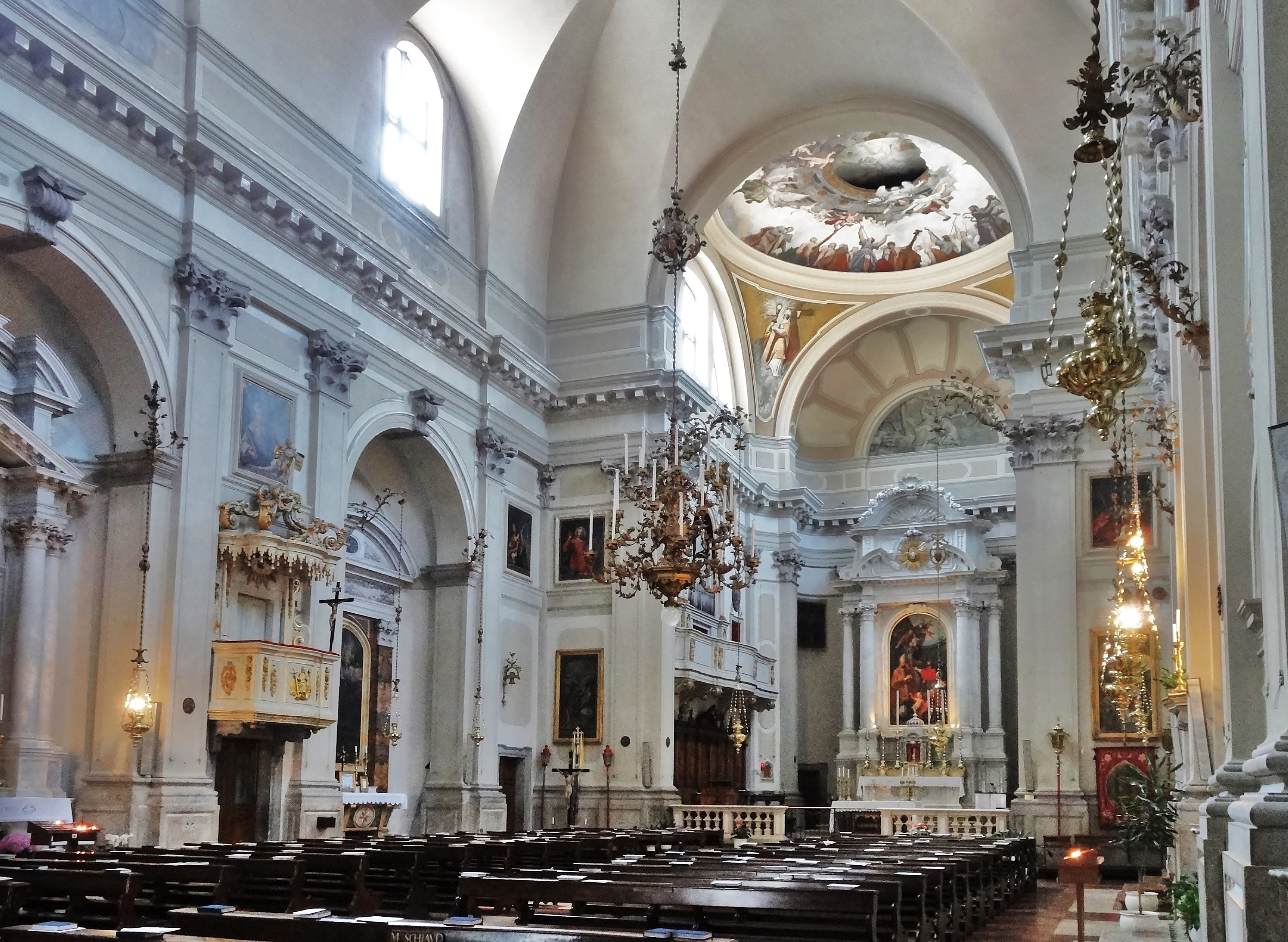
Innenansicht des Domes
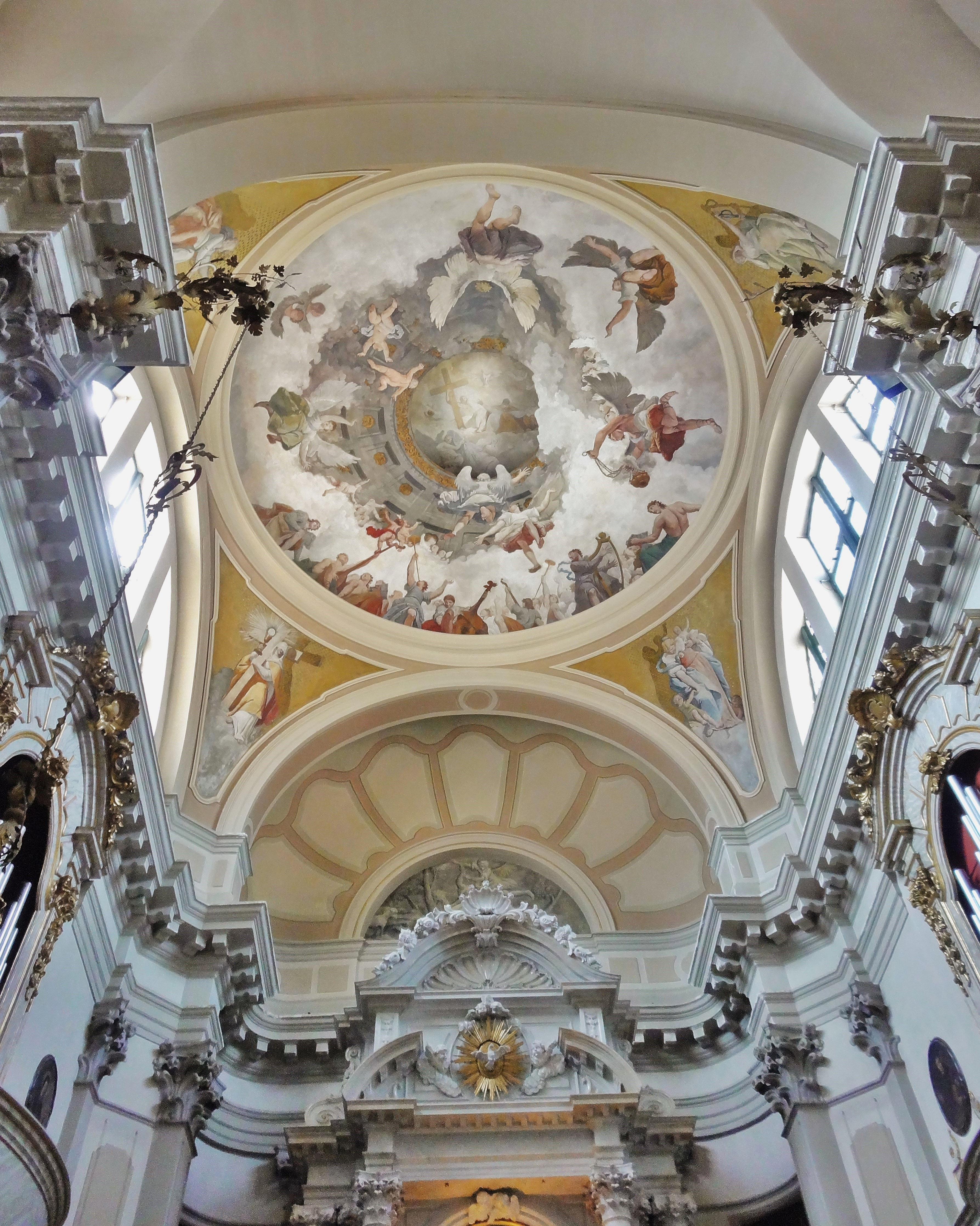
Blick in die Kuppel des Chores
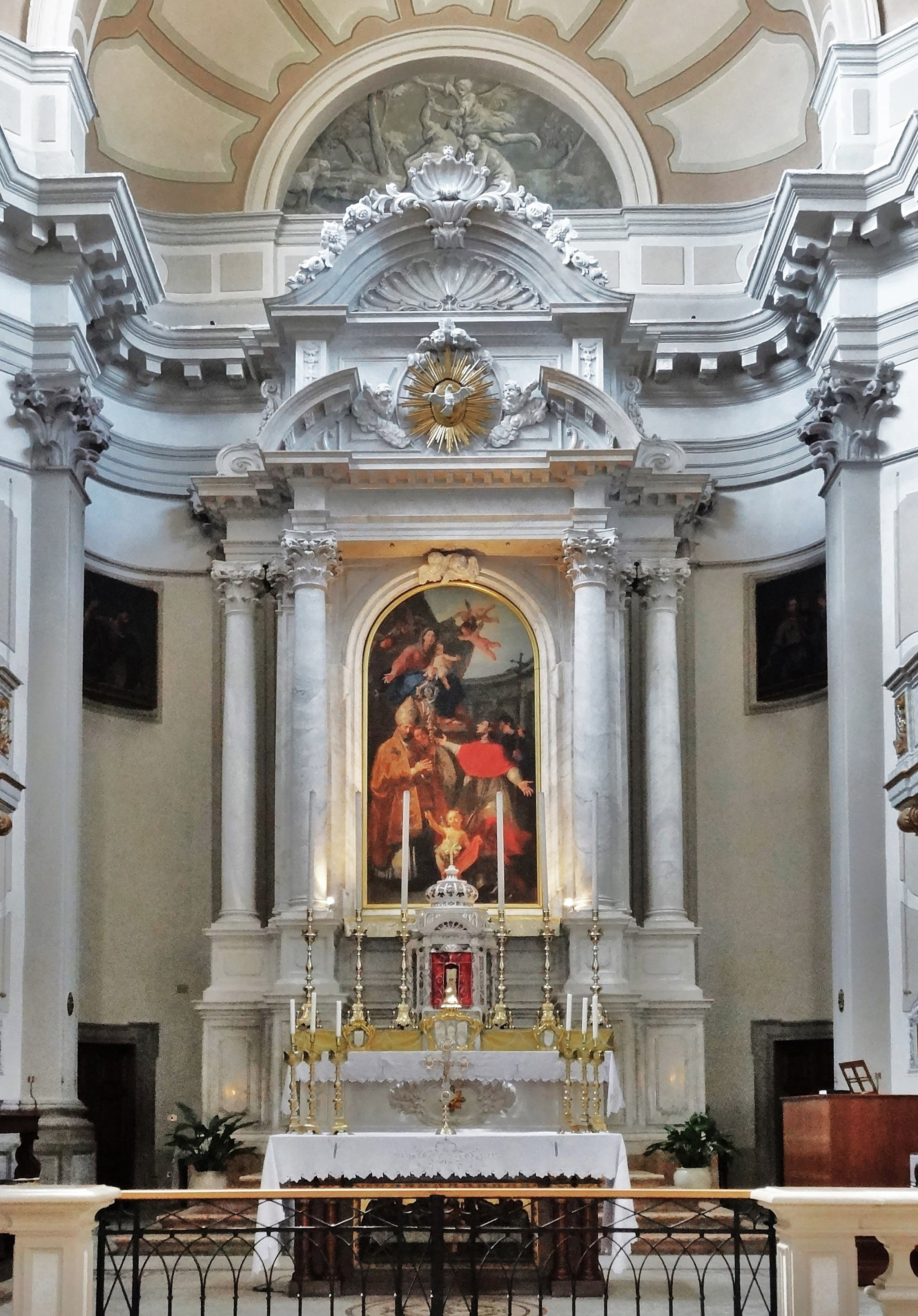
Der Hochaltar des Domes

- Die Kirche Hl. Katharina. Im Deckenfresko ist die hl. Katharina dargestellt. Das Hochaltarbild von Pomponio Amalteo (1537) zeigt die mystische Hochzeit der hl. Katharina, die Predella ihr Martyrium.

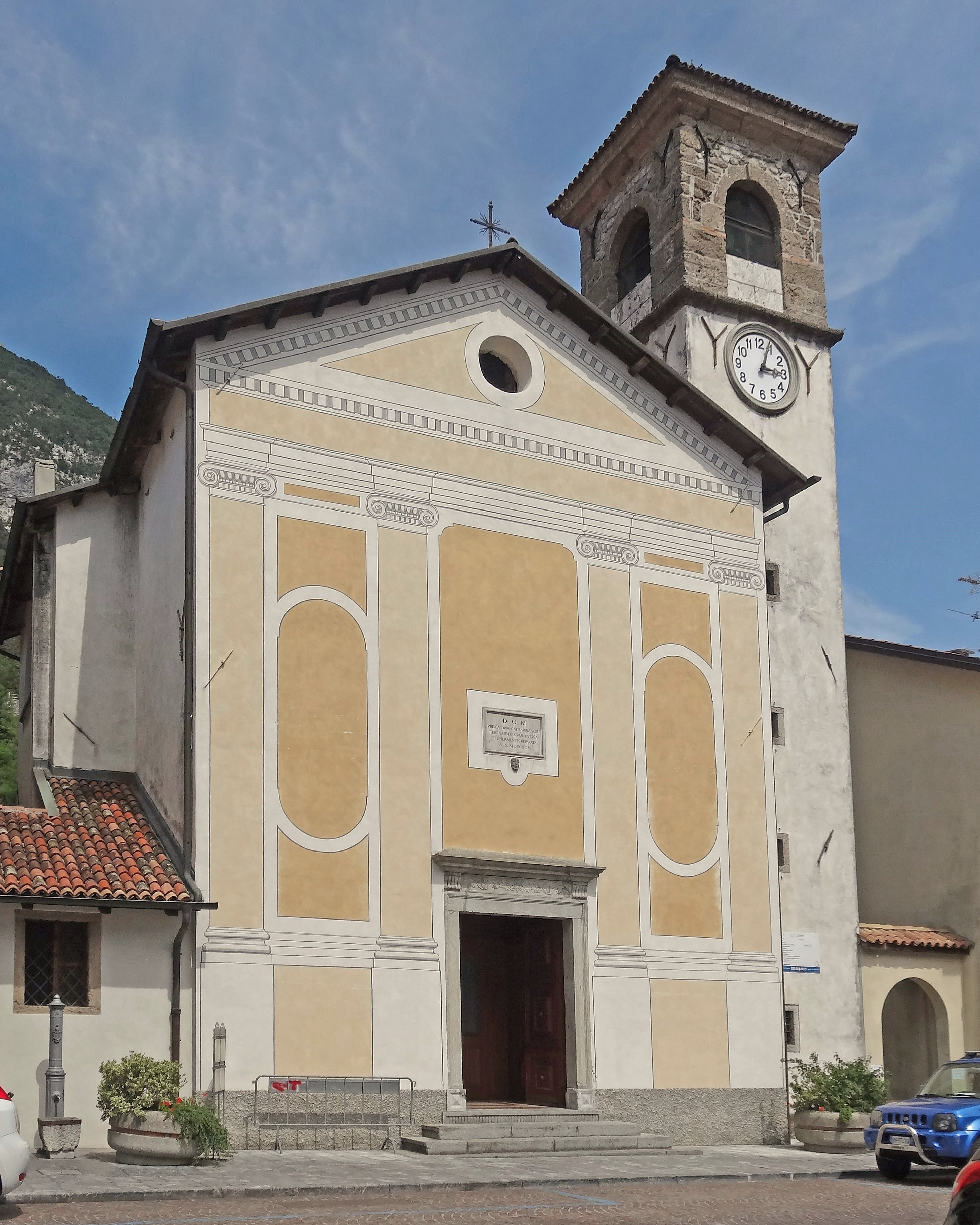
Die Katharinenkirche
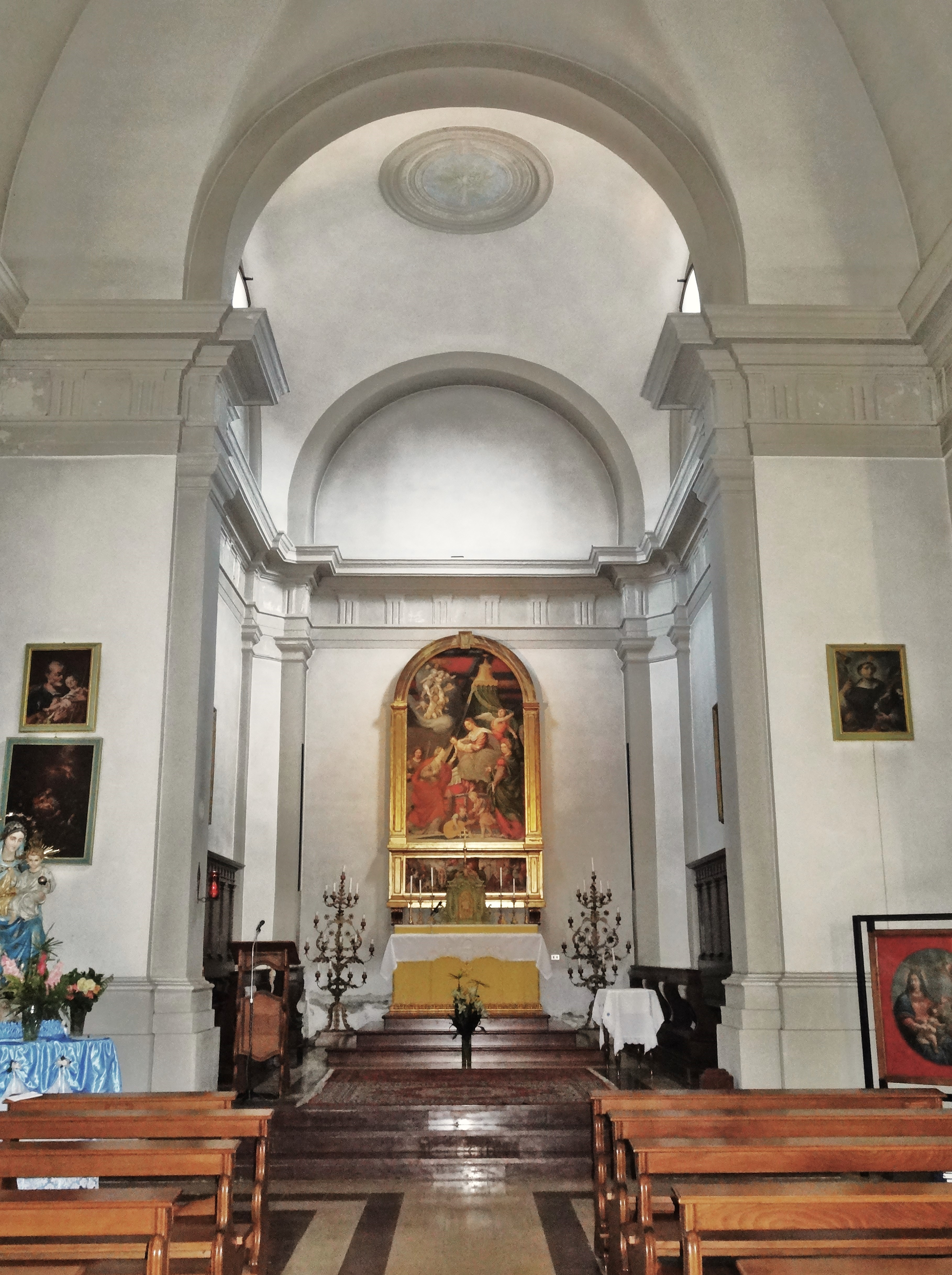
Blick in den Chor der Katharinenkirche
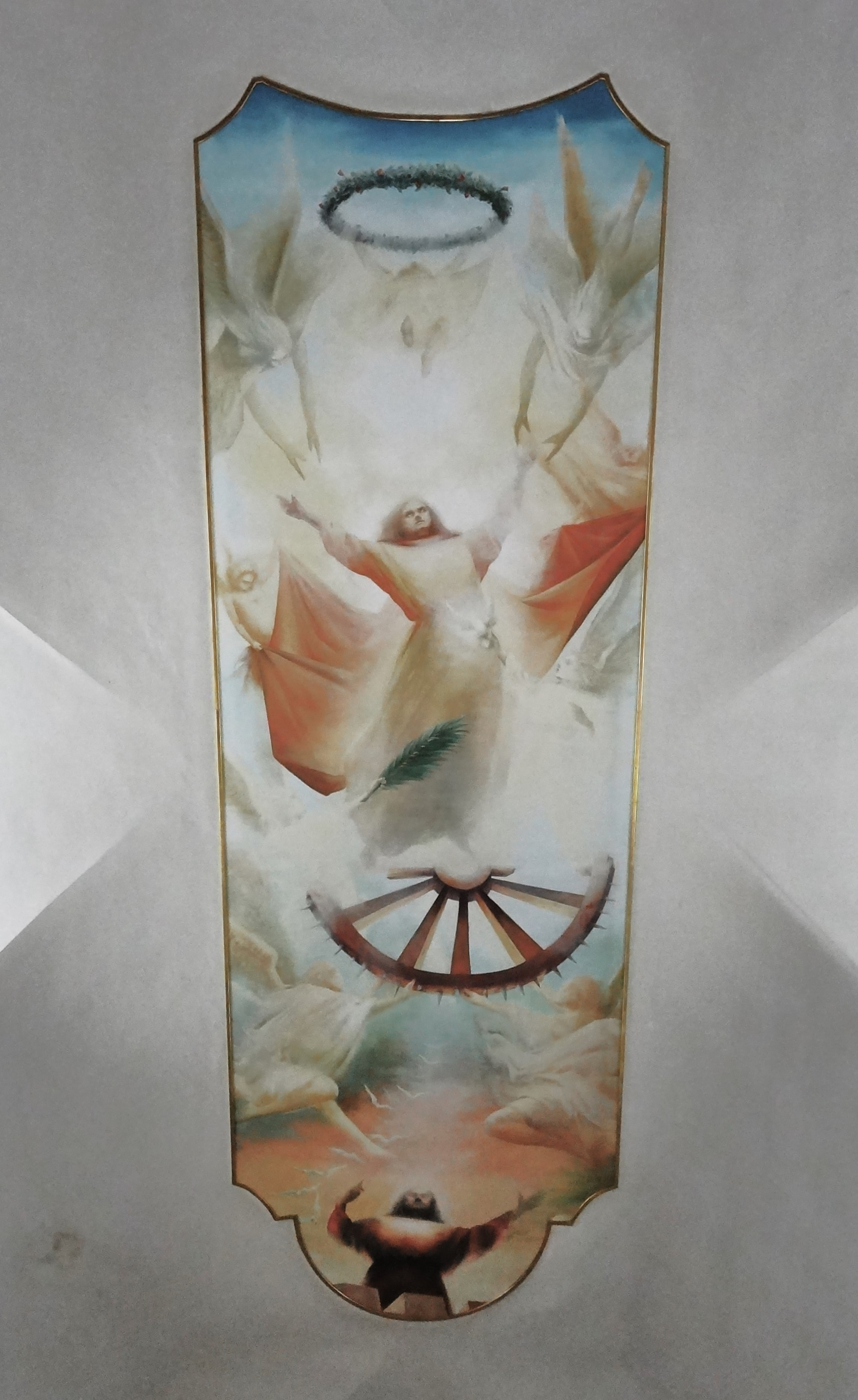
Das Deckenfresko zeigt die hl. Katharina
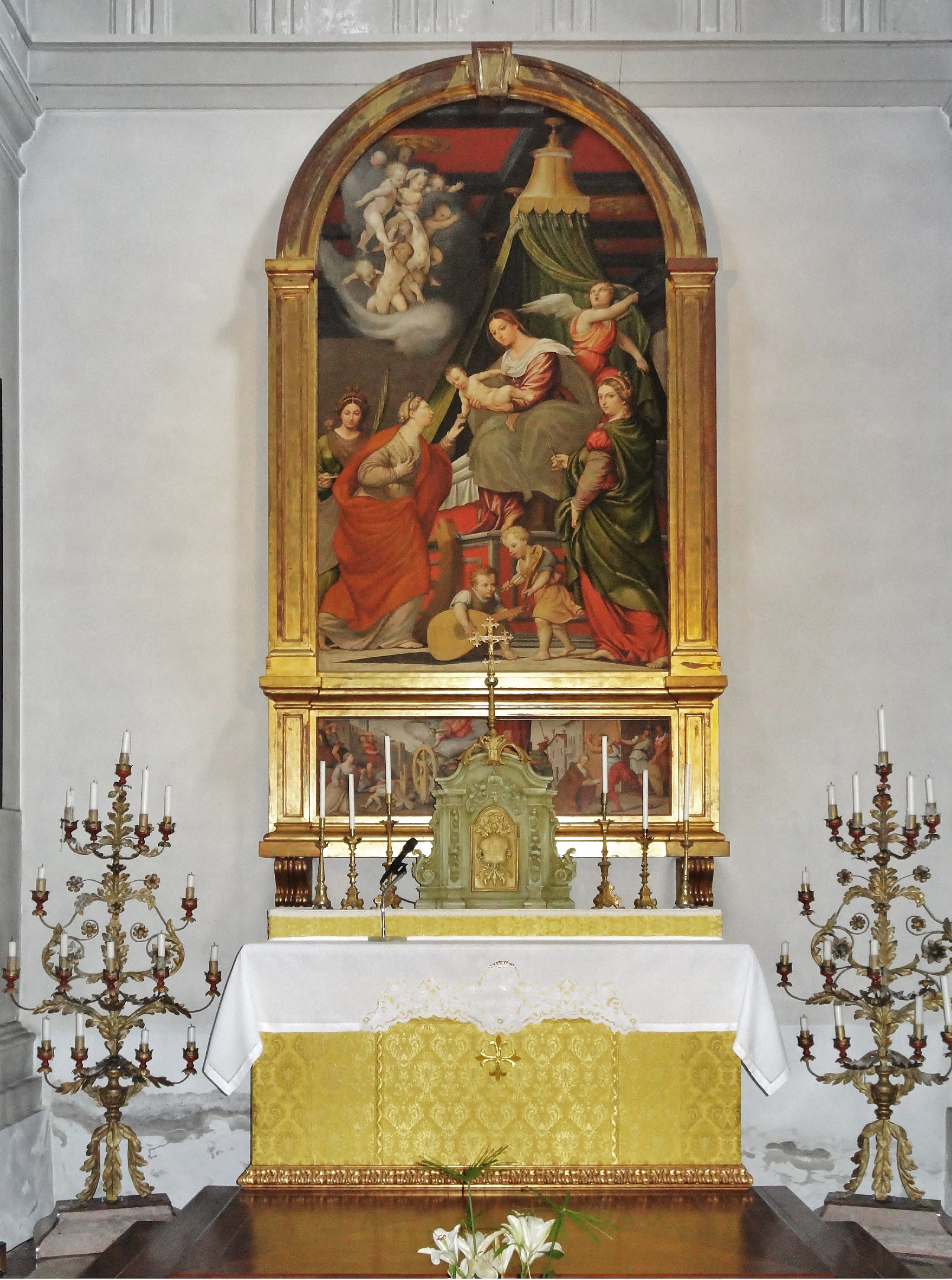
Der Hochaltar
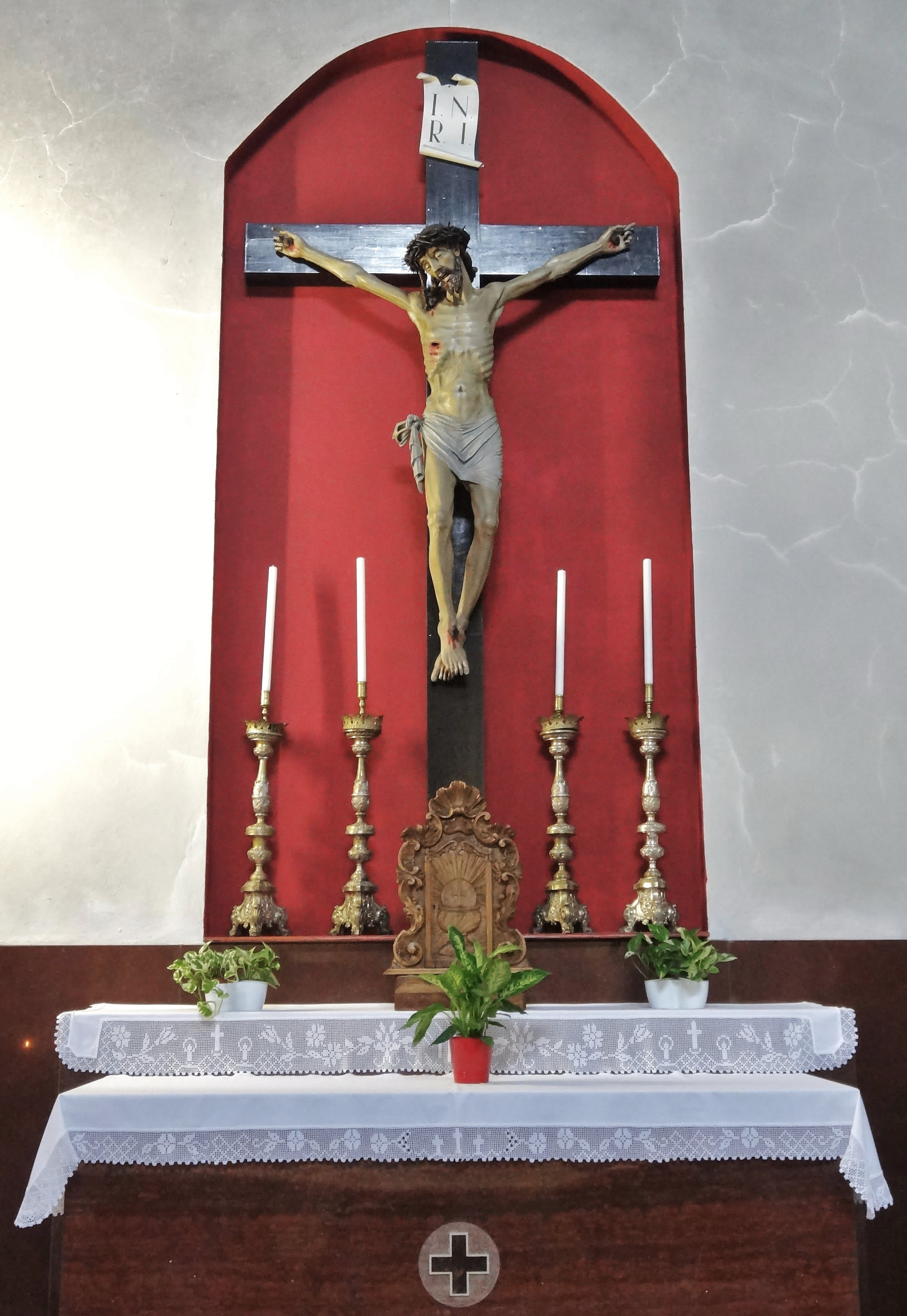
Der Kreuzaltar in der Katharinenkirche

## Städtepartnerschaft
- Simbach am Inn,  (Niederbayern)
- St. Florian,  (Oberösterreich)

## Persönlichkeiten
- Rocco Boni (1520–1574), Dichter
- Giuseppe Marchi (1795–1860), Archäologe und Jesuit
- Pietro Brollo (1933–2019), Erzbischof von Udine
- Dante Spinotti (* 1943), Kameramann
- Claudio Jupe (* 1948), deutscher Rechtsanwalt, Notar und Politiker (CDU)
- Maurizio Ganz (* 1968), Fußballspieler
- Giorgio Di Centa (* 1972), Skilangläufer
- Marina Piller (* 1984), Skilangläuferin
- Andrea Morassi (* 1988), Skispringer
- Alessandro Pittin (* 1990), nordischer Kombinierer
- Roberta D’Agostina (* 1991), Skispringerin
- Claudio Muller (* 1992), Skilangläufer
- Federico Cecon (* 1994), Skispringer
- Cristina Pittin (* 1998), Skilangläuferin
- Martina Di Centa (* 2000), Skilangläuferin
- Jonathan Milan (* 2000), Radsportler
- Francesco Cecon (* 2001), Skispringer
- Davide Toneatti (* 2001), Radrennfahrer
- Matteo Milan (* 2003), Radrennfahrer